# Lueg (Gemeinde St. Gilgen)
Lueg (sprich: „Lu-eg“ oder „Luhg“) ist eine Ortslage in der Wolfgangseeregion im Salzburger Teil des Salzkammerguts und gehört zur Gemeinde Sankt Gilgen im Bezirk Salzburg-Umgebung.

## Geographie
Lueg befindet sich 25 Kilometer östlich der Stadt Salzburg, direkt südlich des Ortes St. Gilgen. Es liegt am Westufer des Wolfgangsee (583 m ü. A.), am schmalen Uferstreifen unterhalb der Gamswand, dem Ost-Abbruch des Zwölferhorns unterhalb der Sausteigalm. See-gegenüber liegt die Falkensteinerwand des Schafbergs.
Die Ortslage erstreckt sich über etwa 1 Kilometer am See entlang, am Südende befindet sich das Hotelanwesen Lueg. Die Häuser haben hier die Adressen Luegerstraße, das sind gut 20 Adressen. Die Wolfgangsee Straße (B158) umgeht den Ort oberhalb. Nördlich liegt die Abgrenzung zum Ort St. Gilgen selbst um Gunzenbach und den Lueger Waldweg, wo weitere gut 20 Häuser stehen. Hier liegt die südliche Ortseinfahrt der B158 nach St. Gilgen, und die Zufahrt zu Lueg.
|  | Sankt Gilgen                                | Fürberg         |
|  | Kompassrose, die auf Nachbargemeinden zeigt | WolfgangseeRied |
|  | Franzosen- schanze                          |                 |

## Geschichte und Infrastruktur

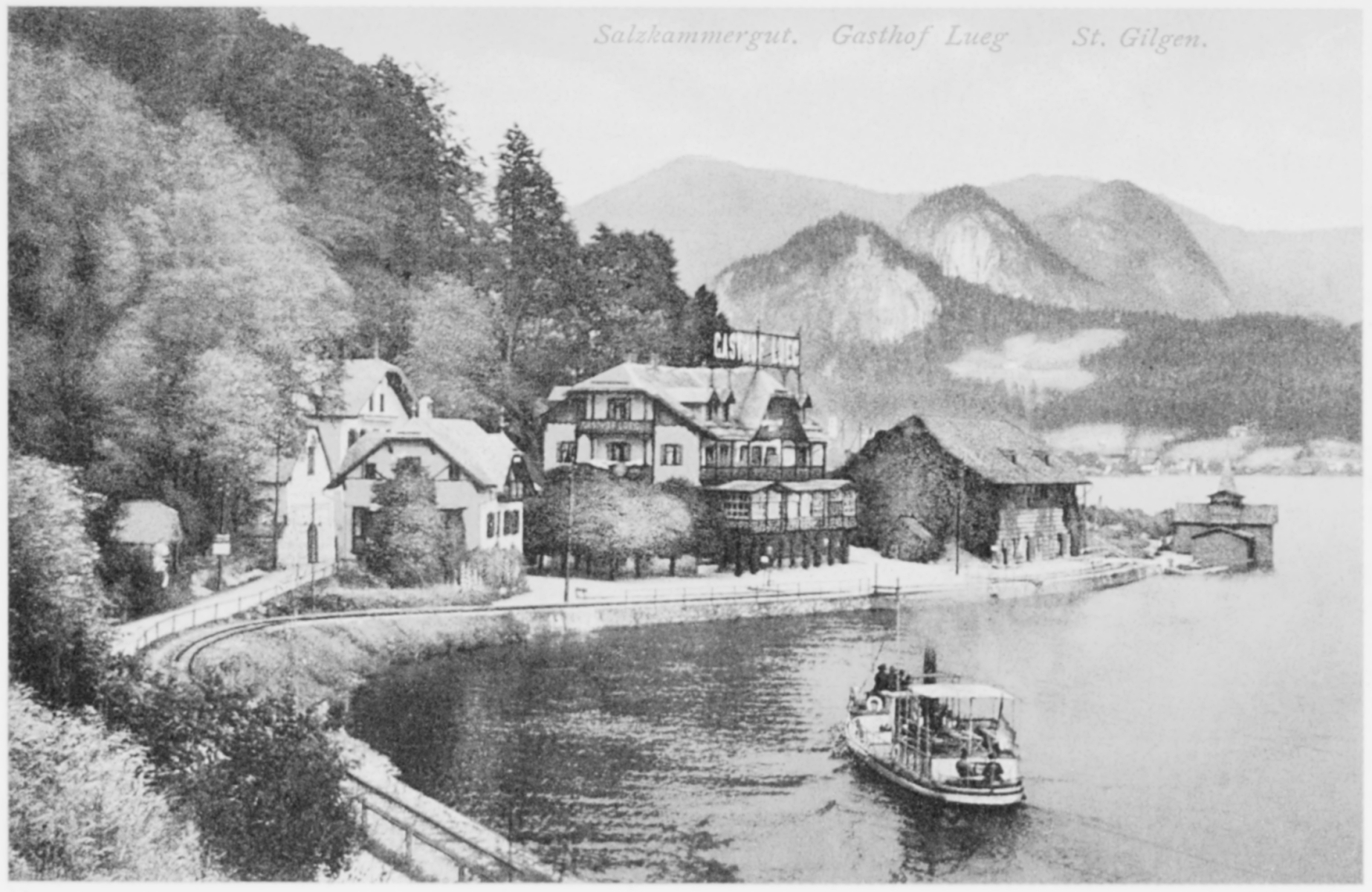
Gasthof Lueg (um 1905)

### Namensgebung
Der Ortsname Lueg bezieht sich auf das mittelhochdeutsche Wort luoc, das eine Höhle bezeichnet, besonders eine Lager- und Spähhöhle für das Wild bzw. als Ortsbezeichnung eine Stelle, wo sich derartige Höhlen befanden.
Die noch heute vorhandene Aussprache 'luːɘg setzt den mittelhochdeutschen Zwielaut fort. Der Ort war demnach eine Stelle, wo sich eine oder mehrere, für den Menschen bedeutsame Höhlen, vermutlich Tierhöhlen befanden (möglicherweise eines Bären oder von Wölfen). Die Ortsbezeichnung Lueg hat in ihrer Entstehung – entgegen häufiger Annahme – nichts mit dem Verb lugen zu tun (das erst später vom Hauptwort luoc abgeleitet wurde).

### Siedlungsgeschichte
Das Brauhaus zu Lueg, eine der ältesten bekannten Brauereien im Land Salzburg, ist schon 1350 urkundlich fassbar.
Ursprünglich fielen die Steilabbrüche des Zwölferhorns (Gamswand) und Troiferbergs (Litzlwand) unmittelbar in den See ab, der Weg Richtung Ischl wurde erst im Hochmittelalter passierbar gemacht. Bei Lueg befand sich das Mautamt Litzlwand, eine der vier Mautstationen der Straße von Salzburg nach Ischl (heutige Wolfgangsee Straße).
Die Brauerei hatte als einzige Bräustätte in ganzen Bezirk Thalgau einen gesicherten Kundenstock bis Faistenau und Hintersee. 
Seit vor 1500 bis 1601 hatte die Familie Kirchpüchler aus Thalgauegg die Braustätte inne, teilweise auch das Mautamt und Verwaltungen von Hüttenstein. 1649 erwarb es Christof Adam von Seyboldstorfer. In der Zeit wurde das Brauhaus neu errichtet. 1709 ging das Anwesen an die Fürsterzbischöfliche Hofkammer. 1718 erwarben die Freiherrn von Schnedizen, höhere Salzburger Beamten, die Braugerechtigkeit. 1817 wurde das Anwesen versteigert, zu der Zeit umfasste es Wohnhaus, Neubau, Bräuhaus, Sudhaus, Brennhaus und etliche Nebengebäude. Dazu gehörte auch die 
Lueger Mühle südlich, das ist die heutige Ortslage Franzosenschanze.
Die Brauerei hatte dann in Folge diverse Besitzer, und wurde im Zuge der beginnenden Sommerfrische ein Bräugasthof. Seit dieser Zeit setzte auch die Ortsentwicklung ein, und es entstanden etliche Ferien- und Wohnhäuser am See Richtung Sankt Gilgen. In Folge wurde Lueg auch von der Wolfgangsee-Schifffahrt angefahren.  Zu den bekannteren Stammgästen des Gasthofs gehörte Marie von Ebner-Eschenbach, die 1889–98 in St. Gilgen urlaubte. 
1893 wurde hier die Ischlerbahn (Salzkammergut-Lokalbahn, SKGLB) erbaut, mit das schwierigste Teilstück der ganzen Strecke. Dabei führte die Ischlerbahn kurioserweise direkt durch den Gastgarten des Gasthofs. 
1902 erwarb die stadtsalzburger Stieglbrauerei das Brauanwesen, das Barockgebäude wurde abgerissen, und ein neuer Gasthof im Salzkammergutstil erbaut.
1915 musste der St.-Gilgener Kirchfriedhof wegen Überfüllung geschlossen werden, bei Lueg wurde ein provisorischer Waldfriedhof angelegt (beim heutigen Lueger Waldweg). Nach einem Großbrand wurde der Gasthof 1920 nochmals errichtet. 
1957 wurde die Ischlerbahn eingestellt, und danach rückgebaut, die Trasse ist heute Spazierweg. 1992 wurden die Ortsumgehungen errichtet, die Luegerstraße ist die alte Grazerstraße. Hier sollte auch die Westumfahrung des ganzen Ortes St. Gilgen beginnen, die aber nie realisiert wurde.
1989 wurde das Hotel-Anwesen Lueg ein „Ferienhof“ von Young Austria (YA!, ehemals Österreichisches Jugendferienwerk). 
2016 wurde der Betrieb eingestellt, es entsteht ein modernes Wellnesshotel.